# サム・バルドック
サミュエル・エドワード・トーマス・”サム”・バルドック（Samuel Edward Thomas "Sam" Baldock、1989年3月15日 - ）は、イングランド・バッキンガムシャー州アリスバーリー・ヴァーレ出身の元プロサッカー選手。現役時代のポジションは、フォワード。弟はサッカー選手のジョージ・バルドック。

## クラブ経歴
ウィンブルドンFCでプレーを始め、2003年のクラブ移転にともないミルトン・キーンズ・ドンズFCに移籍。2005年12月のフットボールリーグトロフィー・コルチェスター・ユナイテッドFCでトップチームデビュー。
2011年8月、ウェストハム・ユナイテッドFCに移籍。2011年9月のミルウォールFC戦で移籍後初出場。しかし負傷により長期離脱を余儀なくされ、ポジションを失い1年でウェストハムを退団することとなった。
2012年8月、ブリストル・シティFCに移籍。初出場となった8月のカーディフ・シティFCでいきなりゴールを挙げ、最終的にシーズン通算10ゴールを達成するも、チームはフットボールリーグ1へ降格してしまった。2013–14シーズンはリーグ1で得点を量産し、得点王のタイトルを獲得した。
2014年8月、ブライトン・アンド・ホーヴ・アルビオンFCに移籍。移籍金は推定200万ポンド。
2018年7月30日、レディングFCに3年契約で移籍。
2021年8月17日、ダービー・カウンティFCと2022年1月までの短期契約を結んだ。
2022年2月4日、オックスフォード・ユナイテッドFCにシーズン終了までの契約で移籍。
2023年9月14日、現役引退を表明した。

## 代表歴
イングランド代表の一員として、2009 FIFA U-20ワールドカップに参加した。

## タイトル
MKドンズ
- フットボールリーグトロフィー: 2007-08
- フットボールリーグ2: 2007-08

個人
- フットボールリーグ1得点王: 2013-14（24ゴール）